# Brigitte Bierbauer-Hartinger
Brigitte Bierbauer-Hartinger (* 11. April 1961 in Feldbach) ist eine österreichische Politikerin (SPÖ). Bierbauer-Hartinger war von 2013 bis 2015 vom Landtag Steiermark entsandtes Mitglied des österreichischen Bundesrates.

## Werdegang
Brigitte Bierbauer-Hartinger wurde in Feldbach in der Steiermark geboren und wuchs dort auf. Von 1977 bis 1979 besuchte sie die Handelsschule in Feldbach, wonach sie ab 1981 als Chefsekretärin in der Privatwirtschaft tätig war. In den Jahren 1992 bis 1995 befand sie sich in der Folge in Erziehungskarenz für ihre beiden Söhne. Ab 1995 war sie abermals in einer privatwirtschaftlichen Bürotätigkeit angestellt. Von 2010 bis 2012 war sie im Verkauf und Management eines Wein- und Obstbaubetriebs tätig, ehe sie krankheitsbedingt ihre Berufslaufbahn unterbrechen musste.
Politisch war Brigitte Bierbauer-Hartinger von 1979 bis 1983 in der Jungen Generation der SPÖ im Bezirk Feldbach engagiert. 1980 absolvierte sie in diesem Zuge ein Praktikum im Büro der Steiermärkischen Kulturinitiative. Im Jahr 2000 wurde Bierbauer-Hartinger erstmals in den Gemeinderat der Marktgemeinde Sinabelkirchen gewählt, 2005 wurde sie Mitglied des Gemeindevorstandes der Marktgemeinde.
Am 4. Dezember 2013 wurde Brigitte Bierbauer-Hartinger vom Steirischen Landtag in den österreichischen Bundesrat entsandt, wo sie Mitglied blieb bis nach der Landtagswahl in der Steiermark 2015.